# 마에쓰에촌
마에쓰에촌(前津江村)은 오이타현 서부 히타군의 남부에 있던 촌이다.
2005년 3월 22일에, 야마가세정, 나카쓰에촌, 가미쓰에촌, 오야마정과 함께 히타시에 편입합병해 행정자치체로서는 소멸하였다. 

## 역사
- 1889년 4월 1일 - 정촌제 시행에 수반해 히타군 마에쓰에촌이 성립하였다.
- 2005년 3월 22일 - 히타시에 편입합병되었다. 동일 마에쓰에촌은 폐지되었다.